# Pojazd trakcyjny

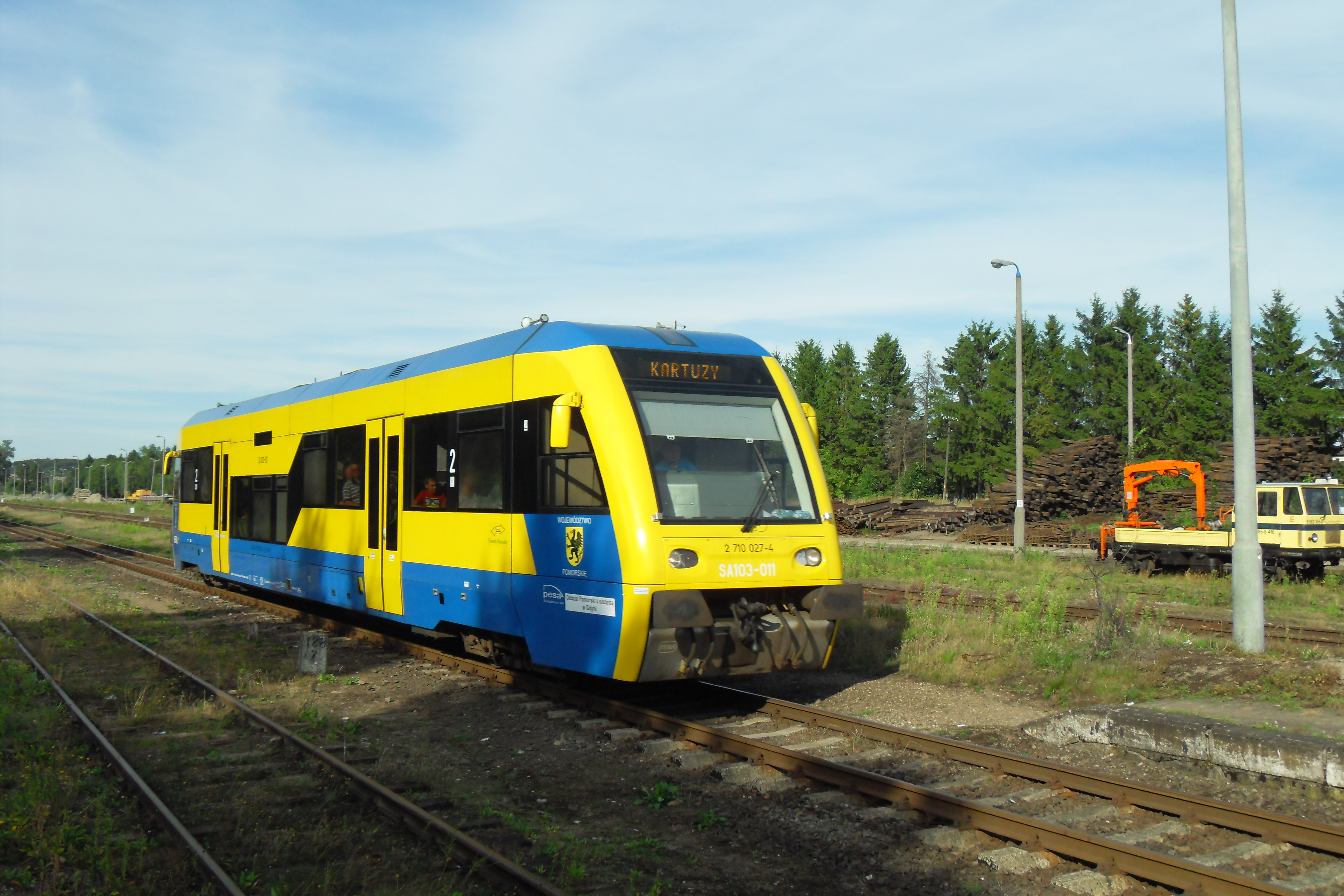
Pojazd trakcyjny

Pojazd trakcyjny – pojazd kolejowy z napędem własnym, przystosowany do ciągnięcia lub pchania wagonów, lub posiadający wydzieloną przestrzeń do przewozu osób albo ładunków.
Pojazdami trakcyjnymi są:
- lokomotywy parowe, elektryczne, spalinowe,
- elektryczne lub spalinowe zespoły trakcyjne,
- autobusy szynowe,
- wagony spalinowe

Według instrukcji o technice pracy manewrowej wagony sterownicze także zakwalifikowano jako pojazdy trakcyjne:.
Trwają intensywne prace nad lewitacją nadprzewodnikową w zakresie pojazdów trakcyjnych (oraz łożysk w układach obrotowych, np. w elektromechanicznych magazynach energii).